# العلاقات الأسترالية الأوغندية
العلاقات الأسترالية الأوغندية هي العلاقات الثنائية التي تجمع بين أستراليا وأوغندا.

## مقارنة بين البلدين
هذه مقارنة عامة ومرجعية للدولتين:
| وجه المقارنة                                              | أستراليا                                   | أوغندا                        |
| --------------------------------------------------------- | ------------------------------------------ | ----------------------------- |
| المساحة (كم2)                                             | 7.69 مليون                                 | 241.04 ألف                    |
| عدد السكان (نسمة)                                         | 24.51 مليون                                | 42.86 مليون                   |
| الكثافة السكانية (ن./كم²)                                 | 3.19                                       | 177.81                        |
| العاصمة                                                   | كانبرا، ملبورن                             | كامبالا                       |
| اللغة الرسمية                                             | لغة إنجليزية                               | لغة إنجليزية، اللغة السواحلية |
| العملة                                                    | دولار أسترالي، جنيه إسترليني، جنيه أسترالي | شيلينغ أوغندي                 |
| الناتج المحلي الإجمالي (بليون دولار)                      | 1.32 تريليون                               | 25.89 مليار                   |
| الناتج المحلي الإجمالي (تعادل القوة الشرائية) بليون دولار | 1.10 تريليون                               | 72.25 مليار                   |
| الناتج المحلي الإجمالي الاسمي للفرد دولار أمريكي          | 56.31 ألف                                  | 705                           |
| الناتج المحلي الإجمالي للفرد دولار أمريكي                 | 45.92 ألف                                  | 1.77 ألف                      |
| مؤشر التنمية البشرية                                      | 0.939                                      | 0.483                         |
| رمز المكالمات الدولي                                      | +61                                        | +256                          |
| رمز الإنترنت                                              | .au                                        | .ug                           |
| المنطقة الزمنية                                           |                                            | ت ع م+03:00                   |

## منظمات دولية مشتركة
يشترك البلدان في عضوية مجموعة من المنظمات الدولية، منها:
| علم المنظمة | اسم المنظمة                               | تاريخ انضمام أستراليا | تاريخ انضمام أوغندا |
| ----------- | ----------------------------------------- | --------------------- | ------------------- |
|             | الاتحاد البريدي العالمي                   | ?                     | ?                   |
|             | يونسكو                                    | 4 نوفمبر 1946         | 9 نوفمبر 1962       |
|             | البنك الدولي للإنشاء والتعمير             | 5 أغسطس 1947          | 27 سبتمبر 1963      |
|             | منظمة التجارة العالمية                    | ?                     | ?                   |
|             | وكالة ضمان الاستثمار متعدد الأطراف        | 10 فبراير 1999        | 10 يونيو 1992       |
|             | دول الكومنولث                             | ?                     | ?                   |
|             | الاتحاد الدولي للاتصالات                  | 27 مايو 1878          | 8 مارس 1963         |
|             | منظمة الشرطة الجنائية الدولية             | ?                     | ?                   |
|             | مؤسسة التمويل الدولية                     | 20 يوليو 1956         | 27 سبتمبر 1963      |
|             | الأمم المتحدة                             | 1 نوفمبر 1945         | 25 أكتوبر 1962      |
|             | مؤسسة التنمية الدولية                     | 24 سبتمبر 1960        | 27 سبتمبر 1963      |
|             | الفريق المعني برصد الأرض                  | ?                     | ?                   |
|             | منظمة حظر الأسلحة الكيميائية              | ?                     | ?                   |
|             | المركز الدولي لتسوية المنازعات الاستشارية | 1 يونيو 1991          | 14 أكتوبر 1966      |

## أعلام
هذه قائمة لبعض الشخصيات التي تربطها علاقات بالبلدين:
- اساكا سرناك (لاعب كرة قدم أسترالي، 9 أبريل 1989[27] – )
- جاكسون أسيكو (ملاكم أوغندي، 21 أكتوبر 1978 – )
- جيسون غيريا (لاعب كرة قدم أسترالي، 10 مايو 1993[28] – )

## وصلات خارجية
- موقع وزارة الخارجية الأسترالية
- موقع وزارة الخارجية الأوغندية